# Cymodoce umbonata
Cymodoce umbonata är en kräftdjursart som beskrevs av Barnard 1914. Cymodoce umbonata ingår i släktet Cymodoce och familjen klotkräftor. Inga underarter finns listade i Catalogue of Life.